# Jancsó György (jogász)
Kézdi-vásárhelyi Jancsó György (Tállya, 1853. február 24. – Rimini, Olaszország, 1911. augusztus 14.) jogi doktor, egyetemi tanár.

## Élete
Evangélikus szülők gyermeke; a gimnázium nyolc osztályát az eperjesi evangélikus kollégiumban 1873. július 9-ével végezte; az eperjesi jogakadémián hallgatta a jogot és 1875-ben letette az elméleti bírói államvizsgát. Ugyanez év őszén Budapestre ment és az egyetem hallgatói közé iratkozott be; 1877-ben államtudományi államvizsgát tett és 1879. április 5-én jogi doktori oklevelet, 1880. január 20-án pedig ügyvédi oklevelet nyert. 
Mint végzett jogászt 1875. december 2-án kinevezték joggyakornoknak és szolgálattételre beosztották a pestvidéki királyi törvényszékhez. Innét, ez évi szolgálat után, hivatalból áthelyezték a budapesti királyi ítélőtáblához, ahol 1880-ban segédfogalmazó, 1883-ban fogalmazó lett. 1887-ben a királyi kúriához tanácsjegyzőnek, két és félévi szolgálat után pedig a pestvidéki királyi törvényszék bírájává nevezték ki.
1890 márciusában egyetemi magántanárrá képesítették a magyar magánjogból a budapesti királyi ítélőtáblán mint kisegítő bírót alkalmazták; a királyi táblák decentralizációja alkalmával 1891. február 1-jén kassai királyi ítélőtálai bíróvá nevezték ki; innét pedig 1891. július 24-én a kolozsvári egyetemre rendes tanárnak a polgári peres és peren kívüli törvénykezési jog tanszékére. 1893-94-ben dékánja volt a jogtudományi karnak, 1894-95-ben elnöke a jogtudományi államvizsgálati bizottságnak és tagja az I. alapvizsgálati bizottságnak. Az 1908–1909-es tanévben az egyetem rektora.
Fontosabb értekezései és cikkei  a Jogtudományi Közlönyben (1879. A kezesség fogalma és jogi természetes, 1880. A kereskedelmi könyvek bizonyító ereje, 1883-1884. A nagykőrösi eset és a magánindítvány, Magánjogi codificatiónk, 1889. A hozomány biztosítékai, különösen jelzálogos biztosítása, A fél tanuja által szolgáltatott félbizonyíték kiegészíthető-e az ellenfél pótesküjével, Az örökösök perbehívása, A kötelesrész átöröklése); a Büntetőjog Tárában (1882. Hamis és vétkes bukás); a Nemzetben (1884. 781-785. A magyar házassági vagyonjog tervezete); a Magyar jogászgyűlés Évkönyvében (1885. A betudás, collatio); az Ügyvédek Lapjában (1889. Egyoldalú kereskedelmi ügylet, A jegyajándék visszakövetelése), a Jogban (1889. A közbirtokosság, compossesoratus) jelentek meg.

## Munkái
- A közszerzeményi jog. Bpest, 1882 (M. jogászegyleti Értekezések I. 7.) Online
- A magyar váltótörvény. Uo. 1883 (Commentár, 2. jav. és bőv. kiadás. Uo., 1887)
- A magyar kereskedelmi törvény. Uo. 1885 (Commentár)
- A magyar házassági vagyonjog. Uo. 1888 (2. jav. és bőv. kiadás. Uo., 1890)
- Magyar özvegyi jog. Uo., 1895
- A magyar házassági jog. Uo., 1896
- A magyar polgári perrendtartás rendszeres kézikönyve I. Uo., 1912

A döntvényeket és elvi jelentőségű határozatokat két évig az Ügyvédek Lapjában és több évig a jogtudományi Közlönyben közölte. (Ez utóbbiak nagyobb része egybegyűjtve közöltetett a Döntvénytár új foly. XIV., XX-XXIII. köteteiben.)